# Melinda Czinková
Melinda Czinková (* 22. října 1982, v Budapešti, Maďarsko) je současná maďarská profesionální tenistka. Ve své dosavadní kariéře zatím vyhrála 1 turnaj WTA ve dvouhře.

## Finálové účasti na turnajích WTA (3)

### Dvouhra - výhry (1)
| Legenda                     |
| Kategorie Premier (0)       |
| Kategorie International (1) |

| Č. | Datum         | Turnaj         | Povrch  | Soupeřka ve finále | Výsledek      |
| 1. | 20. září 2009 | Quebec, Kanada | koberec | Lucie Šafářová     | 4-6, 6-3, 7-5 |

### Dvouhra - prohry (1)
| Legenda              |
| Kategorie Tier V (1) |

| Č. | Datum          | Turnaj              | Povrch | Vítězka         | Výsledek |
| 1. | 16. leden 2005 | Canberra, Austrálie | tvrdý  | Ana Ivanovićová | 7-5, 6-1 |

### Čtyřhra - prohry (1)
| Legenda                     |
| Kategorie International (1) |

| Č. | Datum         | Turnaj              | Povrch | Partnerka                    | Vítězky                          | Výsledek          |
| 1. | 9. leden 2010 | Brisbane, Austrálie | tvrdý  | Arantxa Parraová Santonjaová | Andrea Hlaváčková Lucie Hradecká | 2-6, 7-6(3), 10-4 |

## Fed Cup
Melinda Czinková se zúčastnila 10 zápasů týmového Fed Cupu za tým Maďarska s bilancí 4-6 ve dvouhře a 2-0 ve čtyřhře.

## Postavení na žebříčku WTA na konci sezóny

### Dvouhra
| Rok    | 2000 | 2001   | 2002   | 2003  | 2004   | 2005  | 2006  | 2007   | 2008   | 2009  |
| Pořadí | 660. | ▲ 322. | ▲ 178. | ▲ 83. | ▼ 131. | ▲ 92. | ▼ 94. | ▼ 124. | ▲ 103. | ▲ 38. |

### Čtyřhra
| Rok    | 2001 | 2002   | 2003   | 2004   | 2005   | 2006   | 2007   | 2008   | 2009   |
| Pořadí | 504. | ▲ 448. | ▲ 201. | ▲ 169. | ▼ 250. | ▲ 132. | ▼ 181. | ▲ 109. | ▼ 112. |